# Fluwelen juffertje
Dascyllus trimaculatus is een straalvinnige vissensoort uit de familie van rifbaarzen en koraaljuffertjes (Pomacentridae). De wetenschappelijke naam van de soort is voor het eerst geldig gepubliceerd in 1829 door Rüppell.